# I. Frigyes brandenburgi választófejedelem
I. Frigyes (Nürnberg, 1371. szeptember 21. – Cadolzburg, 1440. szeptember 20.) brandenburgi választófejedelem 1415-től haláláig.

## Élete
Frigyes a Hohenzollern-házi V. Frigyesnek (1333–1398), Nürnberg várgrófjának fiaként született 1371-ben. 1396-ban a Magyarországra jött, és Zsigmond magyar király kíséretében részt vett a nikápolyi csatában. 1398-ban elhunyt édesapja, Frigyes pedig a felosztott várgrófságból a Brandenburg–ansbachi Őrgrófságot örökölte. Frigyesnek része volt Vencel német király 1400-as trónfosztásában letevésében, 1401-ben pedig elkísérte az új német királyt, Rupertet római útjára.
1409-ben támogatta Zsigmondot a magyar főnemesekkel szembeni küzdelemben, amiért Zsigmond 20 000 tallérra szóló kötelezvényt adott Frigyesnek. Frigyes ezek után továbbra is szimbiózisban élt Zsigmonddal, és nagy sikerrel működött 1410-ben Zsigmond német királlyá való választása körül. Zsigmond hálából 1411-ben korlátlan hatalmú császári biztosként Brandenburgba küldte Frigyest – egyúttal ígéretet is tett, hogy Frigyes mindaddig Brandenburg élén maradt, amíg ő maga ki nem fizet neki 100 000 aranyforintot.
Frigyes tehát 1412-ben Brandenburgba ment, ahol 2 éven keresztül küzdött a dacos és erőszakos junkerekkel, különösen a Quitzow-családdal. 1414-re sikerült helyreállítania a közbékét, ezért a tangermündei rendi gyűlés elismerte Frigyest urának és hálát szavazott neki a közbéke helyreállításáért. 1415-ben Frigyes is elment konstanzi zsinatra, ahol – az Üreszsebű Frigyes osztrák herceg támogatásával – a zsinatról megszökött, és ezért birodalmi átokkal sújtott XXIII. János ellenpápa után indult és elfogta a herceggel együtt. Ezért a tettéért Zsigmond 1415. április 30-án a brandenburgi őrgrófság örökös urává és császári főkamarássá nevezte ki, 1417. április 18-án pedig személyesen iktatta be Frigyest Konstanzban új méltóságába. Frigyes új országával nem sokat törődött, továbbra is inkább birodalmi ügyekkel foglalkozott. Mint birodalmi fővezér szerepelt a husziták elleni háborúkban jeleskedett. (1432-ben bosszúból a husziták Brandenburgba is betörtek.)
1420-ban elhunyt Frigyes bátyja, III. János nürnbergi várgróf (1369–1420), így Frigyes megörökölte a Nürnbergi Várgrófság másik részét, Brandenburg–Bayreuthot is. Ezek után mindent megtett, hogy Szászországot és Lengyelországot is megszerezze, óhaja azonban nem teljesült. Amikor a Szász Választófejedelemséget 1423-ban a meisseni őrgrófra, Harcias Frigyesre ruházta Zsigmond, Frigyes komolyabb összetűzésbe került urával. Zsigmond 1437-es halála után az öreg brandenburgi választófejedelem megkísérelt a Német-római Császárság élére kerülni, de nem őt választották meg új uralkodónak. 3 évvel később, Cadolzburgban hunyt el majdnem 70 éves korában. Országait felosztotta fiai között: legidősebb fia, IV. Alkimista János (1406–1464) kapta Brandenburg–Bayreuthot; II. Vas Frigyes (1413–1471) a Brandenburgi Választófejedelemséget; III. Albert Achilles (1414–1486) pedig Brandenburg–Ansbachot. Frigyes népe történetében mint jeles diplomata, önző és számító ember, egyben jó katona maradt fenn.

## Lásd még
- Poroszország és Brandenburg uralkodóinak listája

| Előző uralkodó: Luxemburgi Zsigmond | Brandenburg választófejedelme 1415 – 1440 Hohenzollern | Következő uralkodó: II. Frigyes |